# 국제주의 공산주의자 연합
국제주의 공산주의자 연합(프랑스어: Union Communiste Internationaliste)은 프랑스의 노동자 투쟁을 중심으로 하는 국제 단체이다.
이들은 사회주의적인 사회 변혁이 오직 노동자 계급의 이익에 기반한 의식적이고 계급적인 투쟁을 통해서만 성취될 수 있다고 주장한다. 또한, 혁명가 단체는 이러한 노동자 계급의 혁명적 계급정당을 세우는 것을 목표로 한다. 그리고 이러한 목표들은 기본적으로 마르크스주의 혁명가 레닌과 트로츠키가 주도한 러시아 10월 혁명의 경험에 기반하고 있다. '연맹'의 활동가들은 특히 노동자 계급 내부에서의 선전, 선동, 개입을 중요시한다.
노동자 투쟁당 이외 '연합'의 주요 산하 단체로는 마르티니크와 과들루프의 '노동자 전투당', 미국의 '불꽃', 영국의 '노동자 투쟁당' 등이 있다.